# 인간 생리학에서의 성 차이

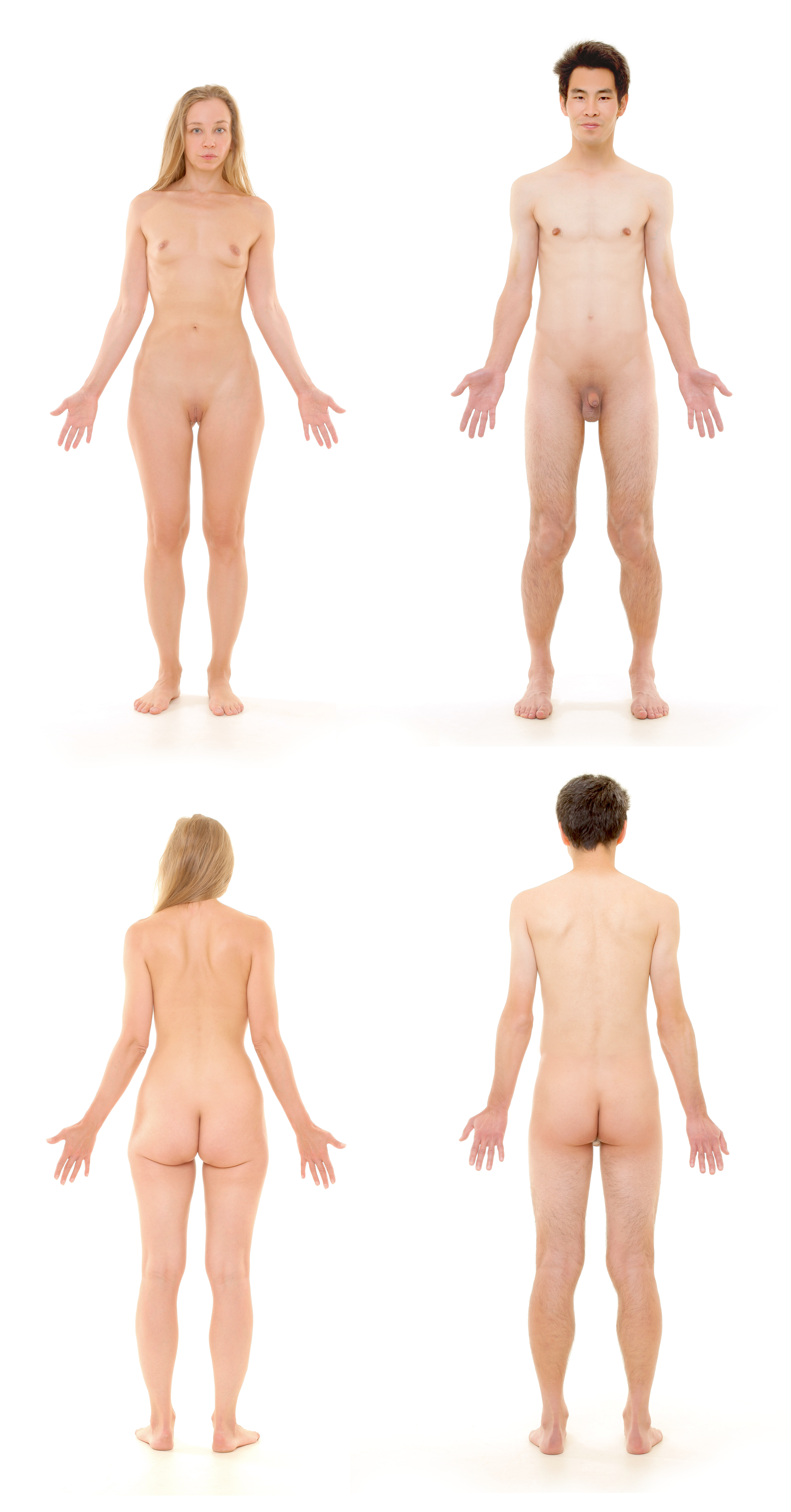
앞면과 뒷면에서 본 남성과 여성의 해부학적 모습의 예시이다.

인간 생리학에서의 성 차이는 남성 또는 여성 인간과 관련된 생리적 특성의 구분이다. 이러한 차이는 남성과 여성의 다른 성 염색체 보완의 영향과 발달 중 생식선 성 호르몬에 대한 차등 노출로 인해 발생한다. 성적 이형성은 같은 종의 남성과 여성 간의 표현형 차이를 나타내는 용어이다.

## 같이 보기
- 인간의 성차
- 성 차이의 신경과학
- 인체 골격근 목록